# 1.ª División Panzer
La 1.ª División Panzer (en alemán: 1. Panzer-Division) fue una división Panzer del ejército alemán (Heer) activa durante la Segunda Guerra Mundial, con destacada participación en varios frentes de combate, fundada en 1935 y disuelta al finalizar la guerra, el 8 de mayo de 1945.
Entre los jefes que la mandaron se encuentran algunos de los mejores especialistas de la Wehrmacht en la llamada Blitzkrieg.

## Historial militar

### Formación de la unidad
La 1. Panzer-Division se creó el 15 de octubre de 1935 en la ciudad de Weimar al mando de un General, sobre la base de la 3.ª División de Caballería, disponiendo de dos brigadas, la primera Brigada compuesta del 1.er Regimiento Panzer con guarnición en Erfurz y el segundo. Regimiento Panzer guarnecido en Eisenach, una de infantería motorizada con guarnición en Weimar y otra blindada, cuya guarnición se encontraba en Erfurt, además de un batallón de reconocimiento y un regimiento de artillería divisionaria. Otras unidades de la División eran la 1.ª Brigada Schützen (con dos compañías de infantería motorizada y un Batallón de Motocicletas, la 4.ª Cía. de Reconocimiento, el 37.º Regimiento de Artillería y la 37.a Cía de Transmisiones.
Su primer comandante en jefe fue el General der Kavallerie Maximilian Maria Joseph Reichsfreiherr von Weichs zu Glon, que posteriormente alcanzaría el rango de Generalfeldmarschall.
Los primeros componentes de la División eran reclutas que procedían de los estados de Sajonia y Turingia.
Cada Abteilung estaba compuesto por 4 compañías ligeras. Con Sección de Mando y 5 Tanques: 1 Pz.Kpfw II y 4 Pz.Kpfw I. (después se transformó en 3 Pz.II y 2 Pz.I) El diminuto Pz.1 se vio relegado a operaciones de Retaguardia y Protección de convoyes ya que era un carro poco eficaz en combate y fácil de destruir.

### Antes de la guerra
En el período inmediatamente anterior a la Segunda Guerra Mundial, la División no intervino en la anexión de los Sudetes (participa solo la 3.ª División), ni tampoco en el Anschluss, la anexión de Austria al Tercer Reich (participa solo la 2.ª División), debido en parte a que hubo un cambio de mandos en la división, nombrando al general Rudolf Schmitdt, que desempeñó el cargo desde el 1 de septiembre de 1939 hasta el 2 de noviembre de 1939, y por lo tanto fue imposible. 
Para entrar en combate tuvo que esperar hasta la invasión de Polonia el 1 de septiembre, contando ya entre 150 y 156 carros de combate, entre ellos varios carros de combate de mando Panzerbefehlswagen

### Campaña de Polonia
Al estallar la guerra en 1939, durante la invasión de Polonia tomó parte en la campaña, encuadrada en el Grupo de Ejércitos Sur, concretamente en el 10.º Ejército, como todo su Cuerpo de Ejército. Para la invasión se usaron 42 Divisiones, la mayoría Infantería a pie, pero la Wehrmacht utilizó 6 Divisiones Panzer y 4 Leichte.
Composición de la 1.ª División Panzer (Campaña de Polonia)
1.ª Schützen-Brigada
1.er Schützen-Regiment (2 Batallones)
1.er Kradschützen-Bataillon (Batallón motociclista)
1.ª Panzer Brigade
1.er Panzer-Regiment  ( 2 abteilungen )
2.o Panzer-Regiment  ( 2 abteilungen )
73.er Artillerie-Regiment ( 2 abteilungen )
4.o Aufklärung-Abteilung
37.o Panzerjäger-Abteilung
37.o Pionier-Bataillon
37.o Nachrichten-Abetilung
37.o Unidad de Apoyo Divisionario
La División alcanzó en tan solo ocho días los arrabales de Varsovia, la capital de Polonia, desde su punto de partida en la Alta Silesia, poniendo de este modo punto final a su participación en la batalla tras la rendición del Ejército polaco. En el camino había rechazado fácilmente los contraataques polacos en la zona del río Bzura.

### Frente Occidental
Finalizada la campaña de Polonia, la División fue rápidamente trasladada al Frente Occidental, en previsión de futuras operaciones militares en dicho frente, donde pasó el invierno.
En mayo de 1940, cuando el Heer dio inicio a su ofensiva en dicho frente, la División participó encuadrada en el seno del XIX Cuerpo de Ejército Motorizado, a cuyo mando se hallaba el general Heinz Guderian. Atravesó Luxemburgo (Invasión alemana de Luxemburgo) y las Ardenas en Bélgica, llegando rápidamente a la ciudad francesa de Sedán. Durante el resto de la batalla de Francia, la División atravesó Amiens y luchó en Dunkerque (Operación Dinamo), cerrando con su llegada al canal de la Mancha la retirada de las tropas aliadas hacia el Sur.
Tras detenerse en el borde de Dunkerque por orden directa de Adolf Hitler, lo que permitió la retirada de la mayor parte de la Fuerza Expedicionaria Británica, la División fue encuadrada en el XXXIX Cuerpo de Ejército, y se la destinó a acabar con las tropas del Ejército francés que resistían en el río Aisne.
Tras acabar con dicha resistencia, es enviada, atravesando el río Marne, hacia el Sur, para tomar el 12 de junio la ciudad de Belfort, cercana a la frontera con Suiza. Con la firma del armisticio de 22 de junio de 1940 acaba la participación de la División en la campaña.
En octubre de 1940, con motivo de la expansión de las divisiones acorazadas del Heer, la División pierde a su segundo regimiento blindado, que pasa a formar parte de la recién creada 16.ª División Panzer, recibiendo a cambio un Regimiento de Infantería motorizada.

### Frente Oriental
En el verano de 1941, cuando se produce la Operación Barbarroja (la invasión de la Unión Soviética, se abre un nuevo frente, el Frente Oriental. La 1.ª División Panzer participa de nuevo en la batalla, esta vez encuadrada en el seno del XLI Cuerpo de Ejército Motorizado, perteneciente al 4.º Ejército Panzer.
Avanzando por el Báltico, en el sector del Grupo de Ejércitos Norte, hasta llegar a Estonia, la unidad sufre un fuerte desgaste, a pesar de lo cual llega el 14 de julio a orillas del río Luga, a poco más de 100 km de distancia de Leningrado. Tras un breve alto, para dar tiempo a la llegada a primera línea de las unidades de infantería, la División alcanza el lago Ládoga el 8 de septiembre.
Inmediatamente después es destinada, en los primeros días de septiembre de 1941, con todo el XLI Cuerpo de Ejército Motorizado, al 3.º Ejército Panzer, cuyo frente de avance se dirige hacia Moscú, como parte del plan de Hitler para reforzar el avance del Grupo de Ejércitos Centro en detrimento de los avances por las alas. La modificación de la línea de avance supuso un nuevo desgaste para el material de la División, al que para esas fechas únicamente le quedaban 16 carros de combate en estado de combate.
Tras avanzar en medio de incesantes combates hacia Moscú, la División debe enfrentarse a la contraofensiva rusa que se produce en ese invierno, tras la derrota sufrida por el Heer ante el Ejército Rojo a las puertas de la ciudad, en la batalla de Moscú.
Durante todo el año 1942, la División sostiene constantes combates defensivos, como todo el Grupo de Ejércitos Centro, mientras que el esfuerzo bélico alemán se dirige al avance en el sector sur del frente, a cargo del Grupo de Ejércitos Sur.

### Reconstitución en Francia
En enero de 1943, la 1.ª División Panzer, fuertemente desgastada tras dos años de combates incesantes, es destinada de nuevo a Francia para su reconstitución, encuadrándose de este modo en el 7.º Ejército.

### Grecia
A partir de junio de 1943, la División es destinada a los Balcanes, concretamente a Grecia, donde queda encargada de la defensa de un sector costero, ante las informaciones de que los Aliados podían efectuar un desembarco en la zona.

### Segunda estancia en el Frente Oriental
En noviembre de 1943, ante la necesidad de tropas en el Frente Oriental, la División es enviada a dicho Frente, concretamente al sector del Grupo de Ejércitos Sur, siendo afectada primero al XLVIII Cuerpo de Ejército y luego al III Cuerpo de Ejército Panzer, ambos pertenecientes al 1.º Ejército Panzer.
La 1.ª División Panzer combate en el sector de Kiev, tomando parte en los combates de la bolsa de Cherkassy en febrero de 1944, para liberar al XI Cuerpo de Ejército y al XLII Cuerpo de Ejército, que habían quedado cercados por el Ejército Rojo. A pesar de no lograr la salvación de todas las tropas alemanas cercadas, la acción de la División permitió que escapasen al menos la mitad de los soldados que habían caído en la bolsa.
En marzo de 1944, la División, convertida en una fuerza que intentaba tapar los cada vez más numerosos huecos en las líneas defensivas alemanas, combatió en apoyo de dos Divisiones amenazadas por los rusos, las 96.ª y 291.ª Divisiones de Infantería.
En abril de 1944, la 1.ª División Panzer quedó cercada, junto con todo el 1.º Ejército Panzer de Hans-Valentin Hube en la bolsa de Kamenetz-Podolsky, aunque finalmente logró escapar del cerco.
En el verano de 1944, cuando se inicia una gran ofensiva rusa, la 1.ª División Panzer forma parte del XLVIII Cuerpo de Ejército Panzer, logrando durante un cierto tiempo hacer frente a la ofensiva del Ejército Rojo. Sin embargo, finalmente la División es incapaz de sostener la línea y debe retirarse hasta el río Vístula.

### Hungría
En octubre de 1944, la División es enviada a Hungría, encuadrándose en el III Cuerpo de Ejército Panzer, del 6.º Ejército, participando en la zona de Debrecen y los Cárpatos, en el este del país, en la defensa ante el avance del Ejército Rojo. Sin embargo, la mayor parte de la División es aniquilada en la batalla del lago Balatón en diciembre de ese mismo año, aunque intentaron liberar a la ciudad de Budapest del cerco a que la sometía el Ejército Rojo.

### Austria
Los restos de la División se retiran hacia Austria, sosteniendo combates de retaguardia con el Ejército Rojo, hasta que a su llegada allí se rinden finalmente ante el Ejército estadounidense, junto con los restos de la 3.ª División Panzer y la 1.ª División de Montaña, siendo mantenidos como prisioneros de guerra hasta el final de la guerra en el campo de concentración de Mauerkirchen, cuyos prisioneros ya habían sido liberados.

## Comandantes
- General de Caballería — Maximilian Maria Joseph Reichsfreiherr von Weichs zu Glon (1 de enero de 1935 a 30 de septiembre de 1937)
- Generalleutnant — Rudolf Schmidt (1 de octubre de 1937 a 2 de noviembre de 1939)
- Generalmajor  — Friedrich Kirchner (2 de noviembre de 1939 a 17 de julio de 1941)
- Generalmajor — Walther Krugger (17 de julio de 1941 a 1 de enero de 1944)
- Generalmajor — Richard Koll (1 de enero de 1944 a 19 de febrero de 1944)
- Oberst — Werner Marcks (19 de febrero de 1944 a 25 de septiembre de 1944)
- Oberst  — Eberhard Thunert (25 de septiembre de 1944 a 8 de mayo de 1945)

## Organización

### 15 de octubre de 1935
- 1.ª Brigada de Tropas
- 1/, 2/1.º Regimiento de Tropas
- 1.º Batallón de Motociclistas
- 1.ª Brigada Panzer
- 1/, 2/1.º Regimiento Panzer
- 1/, 2/2.º Regimiento Panzer
- 4.º Batallón de Reconocimiento
- 1/, 2/73.º Regimiento de Artillería
- 37.ª Unidad de soporte Divisional
- 81.ª Tropa de suministro

### 6 de octubre de 1936
- 1/2/1.º Regimiento Panzer
- 1 Pelotón de mando
- 1 Pelotón ligero Panzer de mando

Cada batallón con:
- 1 Pelotón Panzer de señales
- 1 Pelotón ligero Panzer de mando
- 4 Compañías Panzer Ligeras
- 1/, 2/2.º Regimiento Panzer (ídem al anterior)
- 1/, 2/7.º Regimiento Panzer (ídem al anterior)

### 1 de septiembre de 1939
- 1.ª División Panzer
- Comandante: Teniente General Schmitt
- 81.º Destacamento Motorizado de mapas
- 81.º Pelotón de motociclistas
- 1.ª Brigada de tropas
- 1.º Regimiento de Tropas
  - 1 Pelotón motorizado de señales
- 1.º y 2.º Batallón, cada uno con:
  - 1 Compañía de motociclistas (9 ametralladoras ligeras, 2 ametralladoras pesadas, 3 morteros de 50 mm)
  - 2 Compañías motorizadas de fusileros (9 ametralladoras ligeras, 2 ametralladoras pesadas, 3 morteros 50 mm, cada una)
  - 1 Compañía motorizada pesada
  - 1 Sección de cañones de infantería (2 leIG de 75 mm)
  - 1 Pelotón de Ingenieros (3 ametralladoras ligeras)
  - 1 Pelotón antitanque (3 PaK 36 de 37 mm, 1 ametralladora ligera)
- 1.ª Brigada Panzer
- 1.º Regimiento Panzer
  - 1 Pelotón blindado de señales
  - 1 Pelotón de mando ligero
  - 1/2 Batallón Panzer, cada uno con:
  - 1 Pelotón blindado de señales
  - 1 Pelotón de mando ligero
  - 3 Compañías Ligeras Panzer
  - 1 Pelotón motorizado de reserva
  - 1 Compañía motorizada de suministros
  - 1 Compañía motorizada de mantenimiento
- 2.º Regimiento Panzer (ídem al anterior)
- 4.º Batallón Motorizado de Reconocimiento
- 37.º Batallón antitanque
- 1 Pelotón motorizado de señales
- 3 Baterías motorizadas (12 PaK 36 de 37 mm, 6 ametralladoras ligeras, cada una)
- 73.º Regimiento de Artillería
- 37.º Batallón Panzer de señales
- 37.º Batallón de Ingenieros
- 81.ª Unidad de soporte divisional

Unidades de soporte
- 83.º Batallón Flak ligero (9 cañones automáticos de 37 mm, 12 cañones automáticos de 20 mm), (Flak, Flugabwehrkanone, Artillería Antiaérea)

### 10 de mayo de 1940
- 1/, 2/1.º Regimiento Panzer
- 1 Pelotón de señales
- 1 Pelotón ligero Panzer de mando

Cada batallón cuenta con:
- 1 Compañía Panzer de mando
- 1 Compañía Panzer media
- 2 Compañías Panzer ligeras

El total de medios blindados del 1.º Regimiento es:
- 26 PzKpfw I
- 49 PzKpfw II
- 28 PzKpfw III
- 20 PzKpfw IV
- 4 PzBefWg
- 1/, 2/2.º Regimiento Panzer
- 1 Pelotón de señales
- 1 Pelotón ligero Panzer de mando

Cada batallón cuenta con:
- - 1 Compañía Panzer de mando
  - 1 Compañía Panzer media
  - 2 Compañías Panzer ligeras

El total de medios blindados del 2.º Regimiento es:
- 26 PzKpfw I
- 49 PzKpfw II
- 30 PzKpfw III
- 20 PzKpfw IV
- 4 PzBefWg

### 15 de julio de 1942
- 2/1.º Regimiento Panzer

Mando
- Pelotón Panzer ligero de mando

Cada batallón con:
- 1 Mando de Compañía
- 1 Compañía Panzer media
- 2 Compañías Panzer ligeras con:
- 2 PzKpfw II
- 10 38(t)
- 26 PzKpfw III (cañón de 50 mm con caña corta)
- 7 PzKpfw IV (cañón de 75 mm con caña corta)
- 4 PzBefWg

### Marzo de 1943
- 1.ª División Panzer
- 1/, 2/1.º Regimiento Panzergrenadier
- 1/, 2/113.º Regimiento Panzergrenadier
- 1/, 2/1.º Regimiento Panzer
- 1.º Batallón de reconocimiento Panzer
- 1/, 2/, 3/, 4/73.º Regimiento Panzer de Artillería
- 299.º Batallón Flak
- 37.ª Unidad de soporte divisionales
- 81.ª Tropa de suministros

### Verano de 1943
Mando de División
- 1.º Regimiento Panzer
- 1 Mando de regimiento
- 1 Banda de regimiento
- 1 Pelotón de señales
- 1.º/2.º Batallón con:
  - 1 Mando de batallón y compañía (7 PzKpfw III Flamme)
  - 4 Compañías Panzer (22 PzKpfw IV cada una)

- - 1 Compañía Panzer de mantenimiento
- 1.º Regimiento Panzergrenadier
- 1 Mando motorizado de Compañía
- 1 Pelotón de señales
- 1 Pelotón antitanque (3 ametralladoras ligeras, 3 PaK 40 de 75 mm)
- 1 Pelotón de motociclistas
- 1 Banda

1.º/2.º Batallón cada uno con:
- - 3 Compañías motorizadas (4 ametralladoras pesadas, 18 ametralladoras ligeras, 2 morteros de 80 mm cada una)
- 1 Compañía motorizada pesada
  - 1 Pelotón de ingenieros (4 ametralladoras ligeras, 6 lanzallamas)
  - 1 Pelotón antitanque (3 PaK 40 de 75 mm)
  - 1 Pelotón de cañones de infantería (4 leIG de 75 mm)
  - 1 Pelotón de morteros (6 morteros de 80 mm)
- 9.ª Compañía autopropulsada FLAK (12 cañones automáticos de 20 mm, 4 ametralladoras ligeras)
- 10.ª Compañía de cañones autopropulsados (6 sIG de 150 mm, 3 ametralladoras ligeras)

## Condecoraciones
Los miembros de la División recibieron en total 31 Cruces de caballero de la Cruz de Hierro y 5 Hojas de Roble para la Cruces de Caballero (de estos últimos, dos de los jefes de la División, el Generalmajor (General de División) Walther Kruger, el 24 de enero de 1944, y el Oberst (Coronel) Werner Marcks, el 21 de septiembre de 1944).